# Diastole tenuistriata
Diastole tenuistriata é uma espécie de gastrópode  da família Helicarionidae.
É endémica de Ilhas Pitcairn.